# Robert Geoffrey Edwards
Sir Robert Geoffrey Edwards, FRS, CBE (Manchester, 27 de setembro de 1925 — 10 de abril de 2013) foi um biólogo e pesquisador britânico, pioneiro na biologia e medicina reprodutiva, em particular na fertilização in vitro. Ele foi o responsável pela primeira conceção bem sucedida de um bebê de proveta, Louise Brown, em 25 de julho de 1978.
Trinta e dois anos depois de seu feito, Edwards foi laureado com o Nobel de Fisiologia ou Medicina, anunciado em 4 de outubro de 2010 pela Fundação Nobel, no Instituto Karolinska, em Estocolmo, Suécia, por sua contribuição pioneira no tratamento da esterilidade e pelo desenvolvimento da fertilização 'in-vitro'. 
Faleceu em 10 de abril de 2013